# Eva Maria Schneider-Gärtner

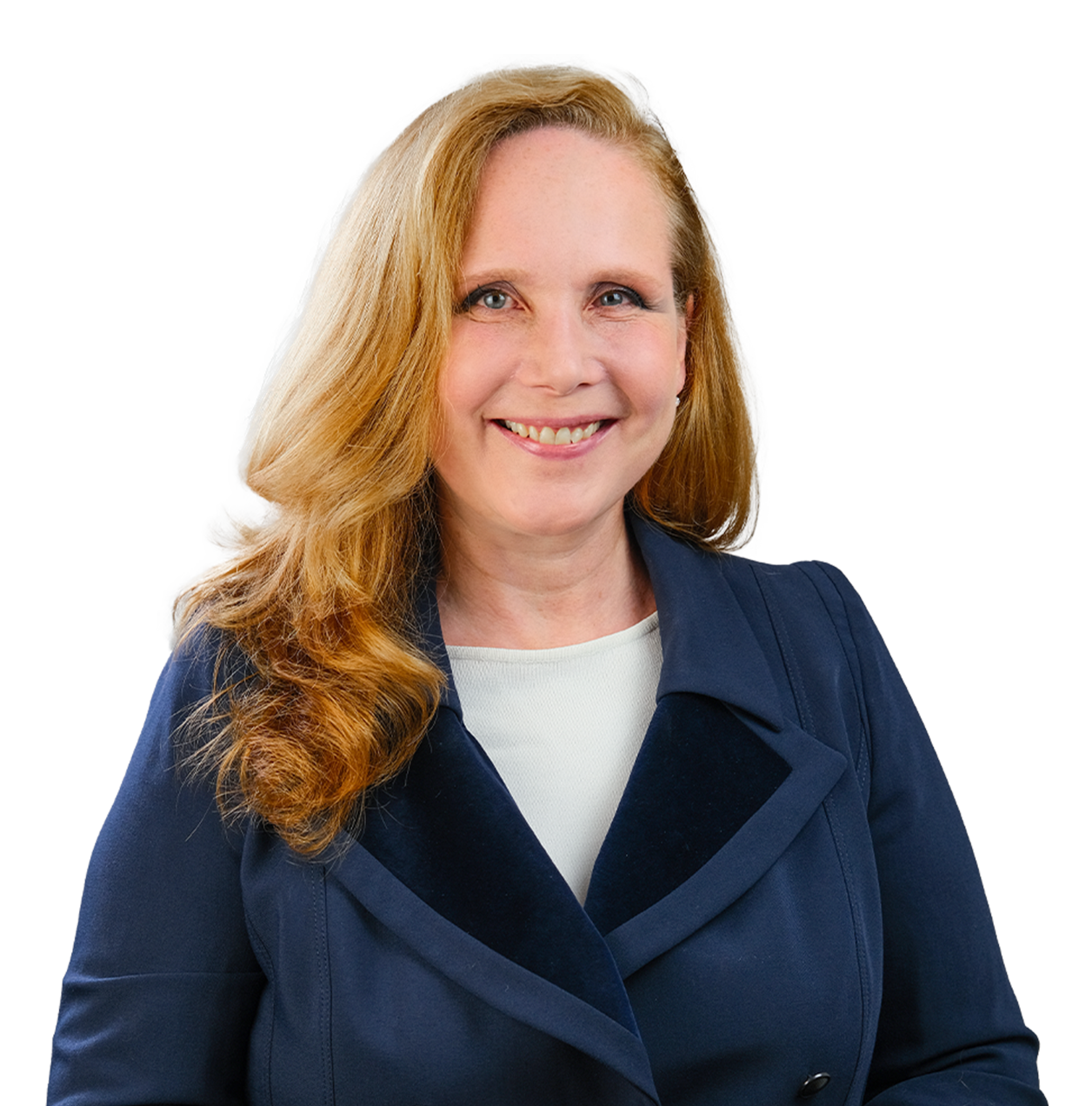
Eva Maria Schneider-Gärtner (2022)

Eva Maria Schneider-Gärtner (* 20. August 1964 in Gießen) ist eine deutsche Politikerin (AfD). Seit 2021 ist sie Abgeordnete im Landtag Mecklenburg-Vorpommern.

## Leben
Schneider-Gärtner studierte von 1985 bis 1991 Europäische und Ostasiatische Kunstgeschichte sowie klassische Archäologie an der Rheinischen Friedrich-Wilhelms-Universität Bonn. Von 1991 bis 1993 und von 1997 bis 2002 promovierte sie dort; 2002 wurde ihr der Dr. phil. verliehen. Daraufhin arbeitete sie von 2002 bis 2004 in der Galerie am Elisengarten in Aachen. Von 2004 bis 2006 war sie bei der Galerie Neuse in Bremen tätig. Von 2006 bis 2009 war sie in Erziehungszeit. Von 2009 bis 2012 war sie in der Leitung und Organisation von Kultur-Großprojekten mit Kindern und Jugendlichen in Ludwigsburg tätig. 2012 gründete sie die Kostümakademie Ludwigsburg, die sie bis 2019 leitete. Nach eigenen Angaben haben 80 Prozent der dortigen Schüler Migrationshintergrund; womit der internationale und integrative Aspekt der Kostümakademie unterstrichen wird. Ebenfalls gründete sie im Jahr 2012 eine Aquarellmalschule in Ludwigsburg.
Von 2017 bis 2019 war sie zudem als persönliche Referentin des baden-württembergischen AfD-Landtagsabgeordneten Rainer Balzer tätig. Von 2019 bis zu ihrem Einzug in den Landtag 2021 arbeitete sie als Referentin der AfD-Fraktion im Landtag Mecklenburg-Vorpommern.
Schneider-Gärtner hat eine Tochter und lebt in Stralsund.

## Politik
Bei der Landtagswahl in Mecklenburg-Vorpommern 2021 kandidierte sie für die AfD auf Platz 9 der Landesliste und schaffte den Einzug in den Landtag. Am 25. April 2023 trat Schneider-Gärtner aus der Fraktion aus. Nach Angaben des Fraktionsvorsitzenden Nikolaus Kramer wählte sie diesen Schritt, um Schaden von der Fraktion abzuwenden, nachdem über ihre Telegram-Kanäle antisemitische Äußerungen verbreitet wurden.
Schneider-Gärtner selbst distanzierte sich „selbstverständlich auf das Entschiedenste von diesen unerträglichen Kommentaren“ und gab an, dass sie „derartige Aussagen und Ansichten auf das Äußerste“ verurteile. Sie gab an, dass es sich um weitergeleitete Telegram-Posts mit Kommentaren von ihr unbekannten Nutzern handle, deren Kommentierung ihr nicht auffiel. Dem NDR gegenüber verurteile sie die Kommentierung der weitergeleiteten Posts „aufs Härteste“, gab allerdings an, keine ausreichende Prüfung vorgenommen zu haben.